# Lijst van personen overleden in maart 2011
Dit is een lijst van personen die zijn overleden in maart 2011.

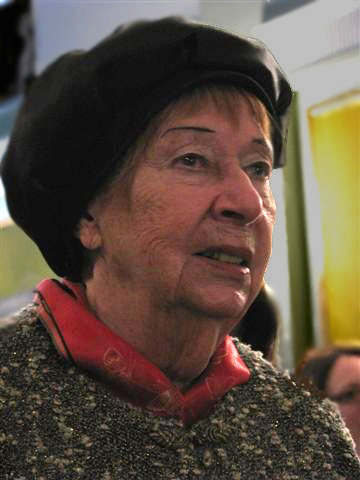
Irena Kwiatkowska
3 maart

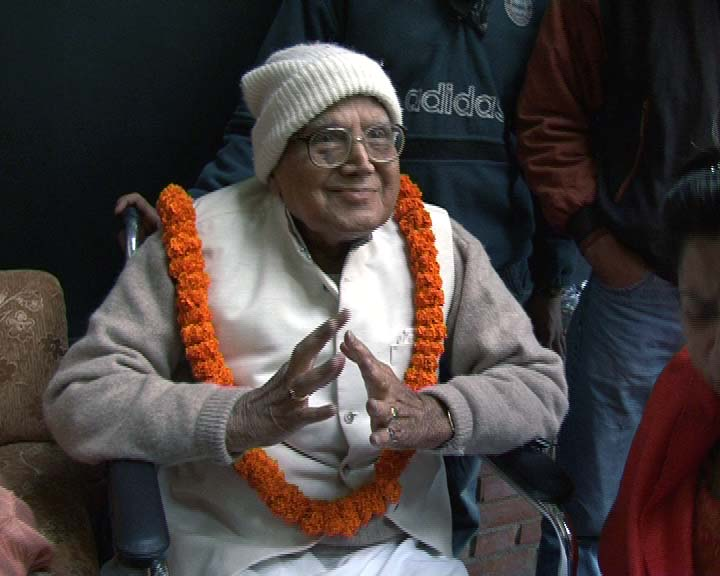
Krishna Prasad Bhattarai
4 maart

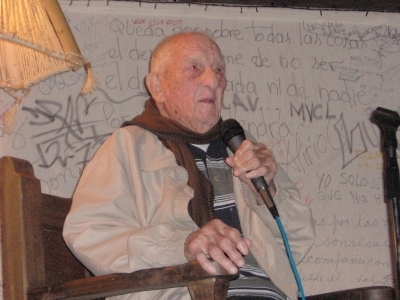
Alberto Granado
5 maart

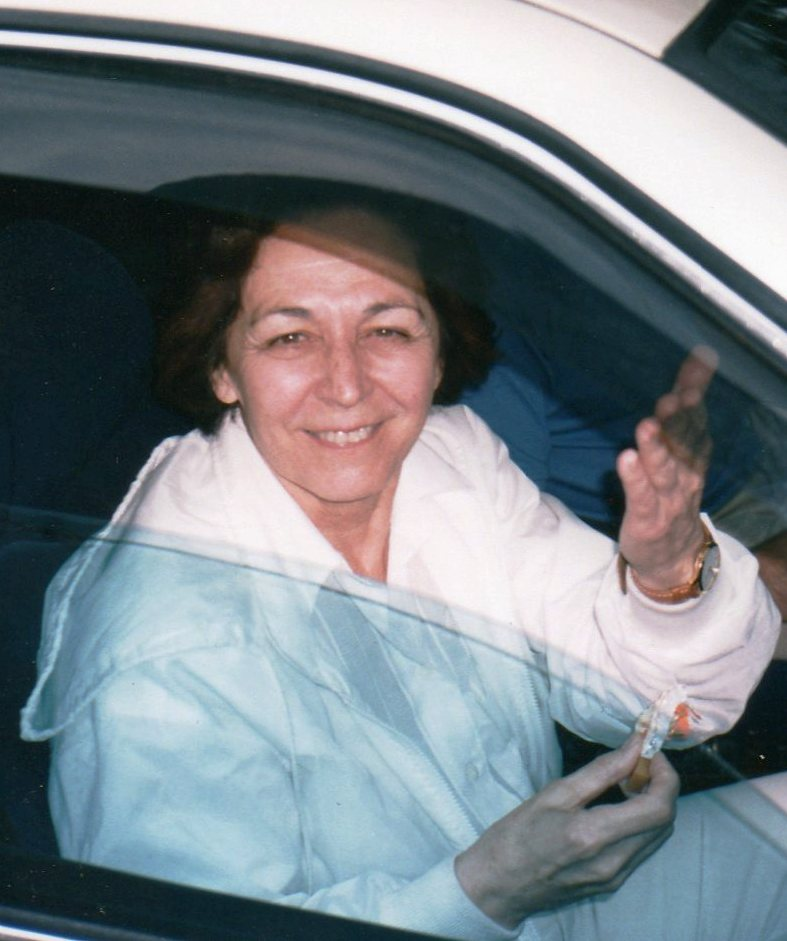
Marie-Andrée Bertrand
6 maart

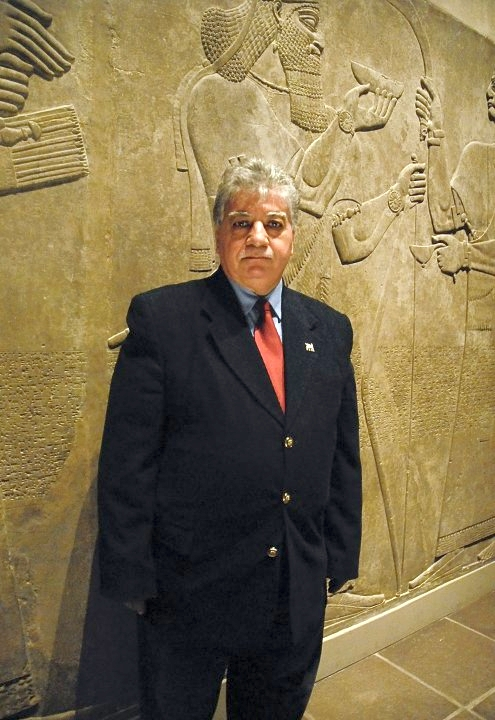
Donny George Youkhanna
11 maart

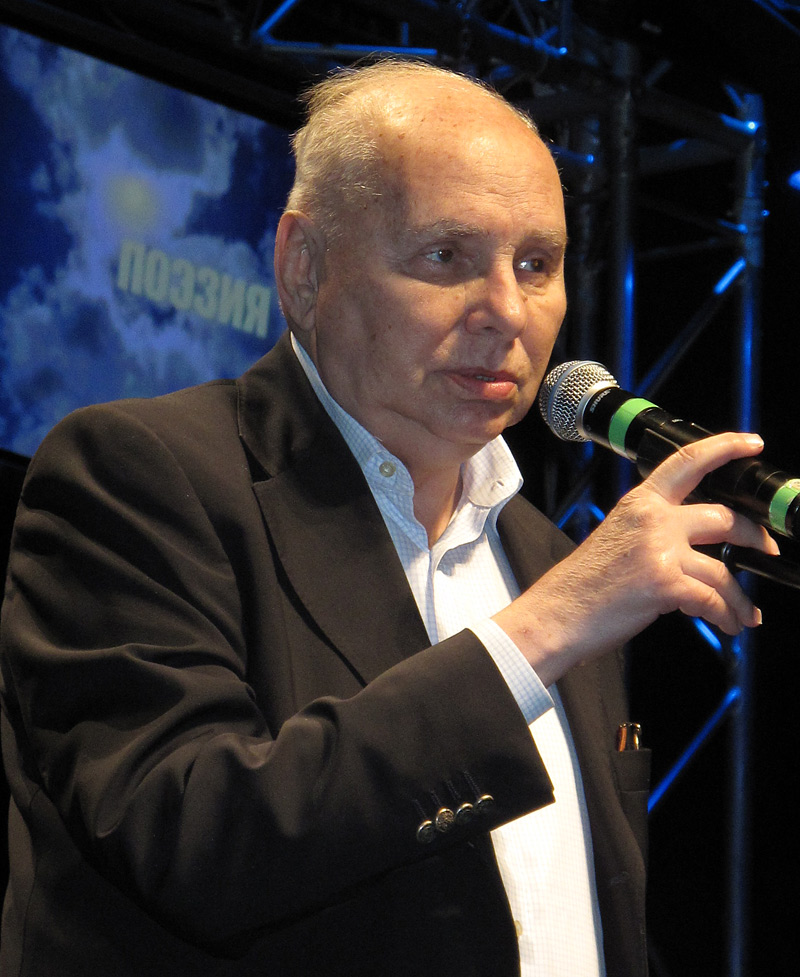
Vitaly Vulf
13 maart

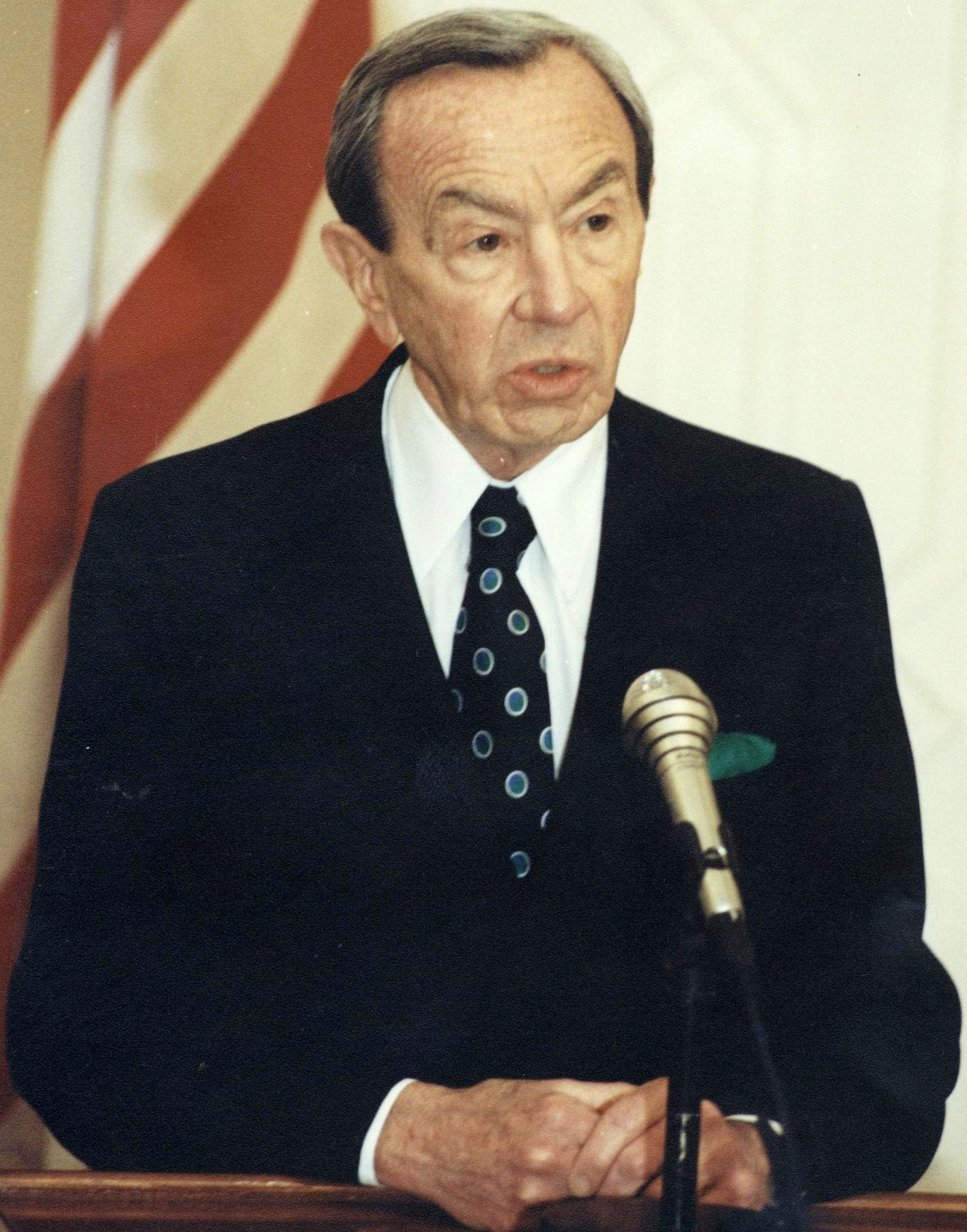
Warren Christopher
18 maart

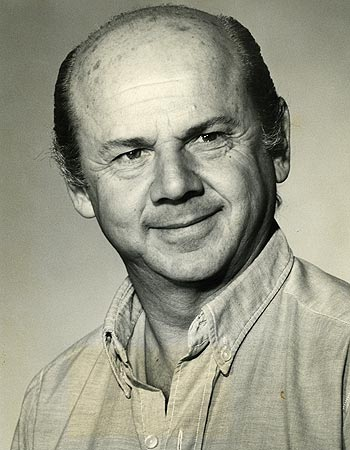
Reuven Shefer
22 maart

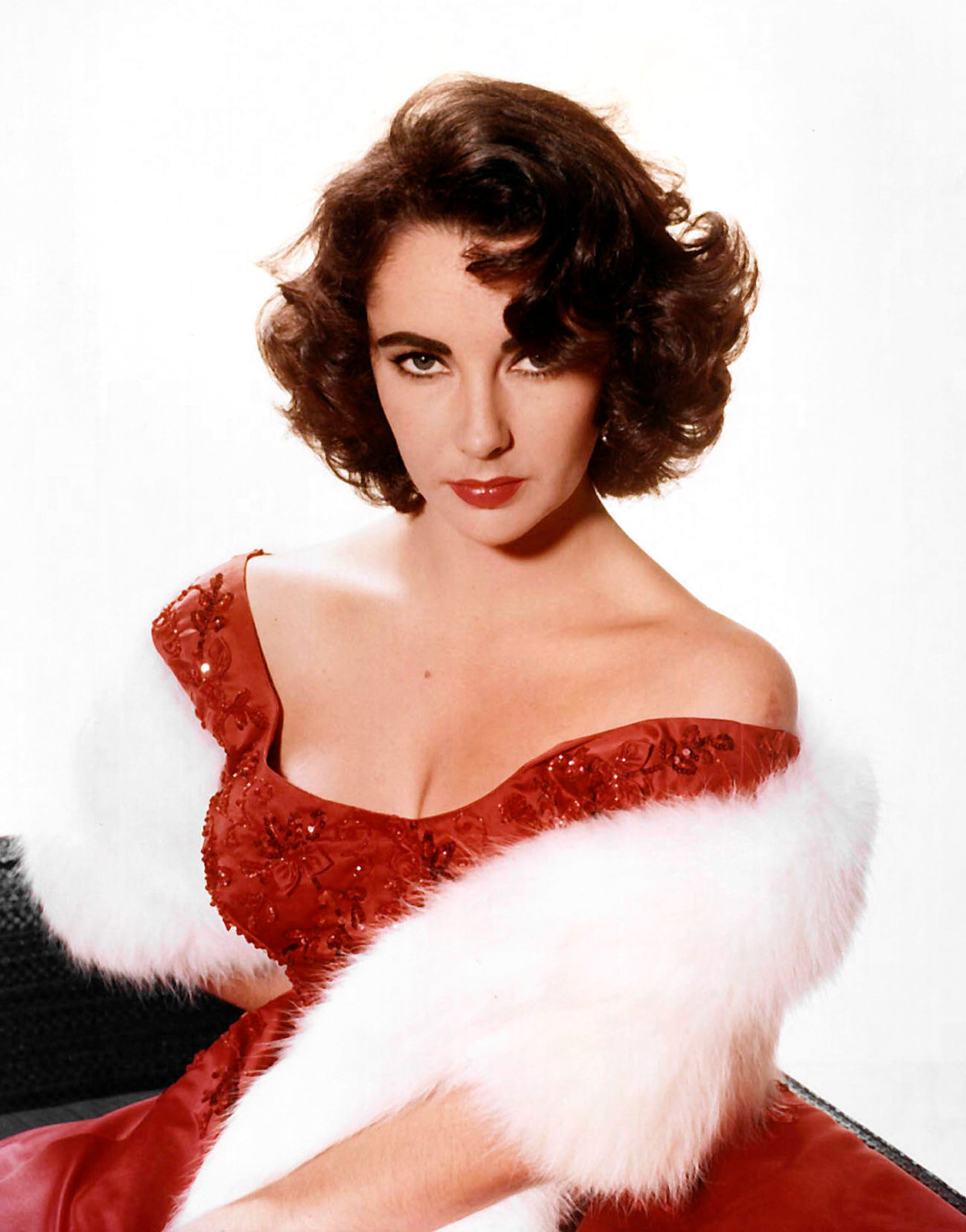
Elizabeth Taylor
23 maart

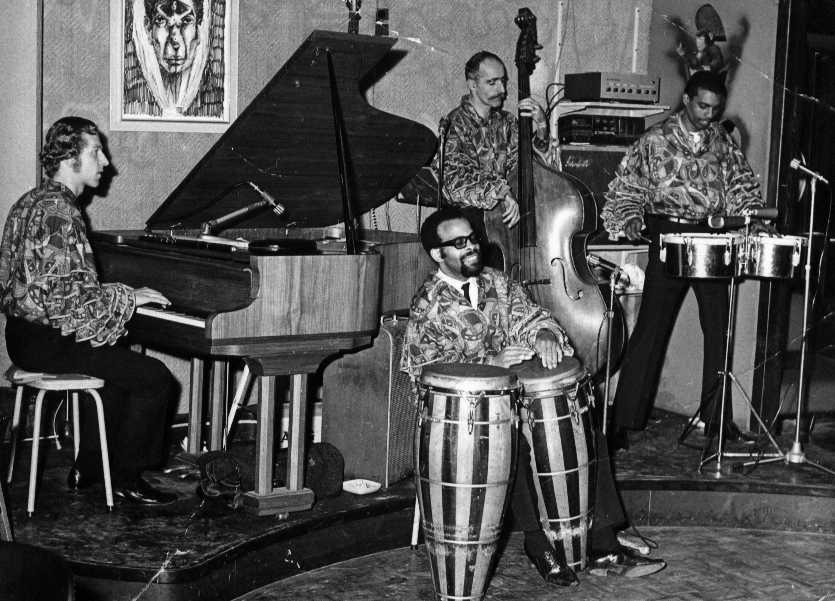
Max Woiski jr.
23 maart

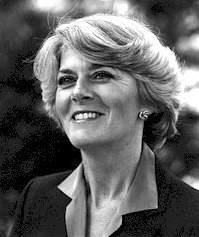
Geraldine Ferraro
26 maart

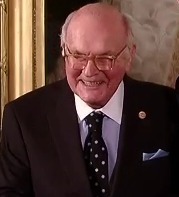
Harry Coover
26 maart

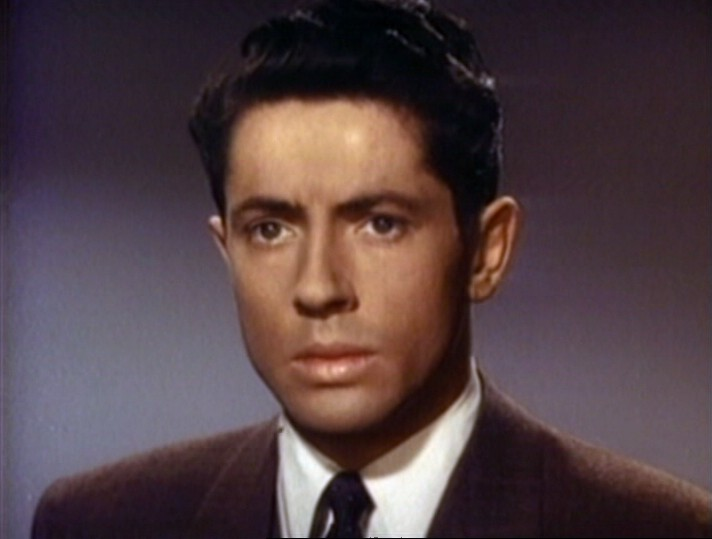
Farley Granger
27 maart

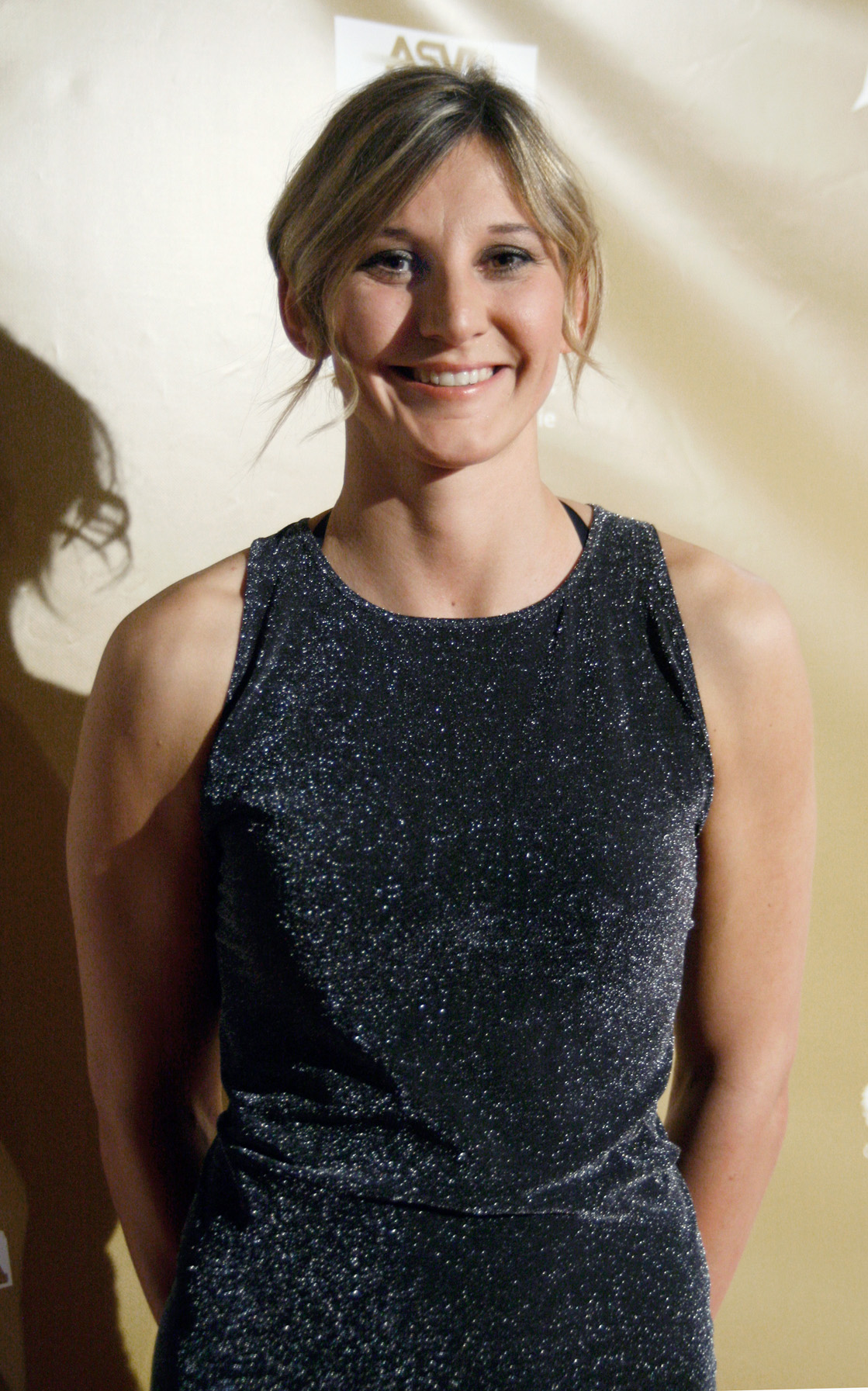
Claudia Heill
31 maart

| 1 | 2 | 3 | 4 | 5 | 6 | 7 | 8 | 9 | 10 | 11 | 12 | 13 | 14 | 15 | 16 | 17 | 18 | 19 | 20 | 21 | 22 | 23 | 24 | 25 | 26 | 27 | 28 | 29 | 30 | 31 |
| - | - | - | - | - | - | - | - | - | -- | -- | -- | -- | -- | -- | -- | -- | -- | -- | -- | -- | -- | -- | -- | -- | -- | -- | -- | -- | -- | -- |

### 1 maart
- Mike Lounge (64), Amerikaans astronaut[1]
- Alain Rooryck (72), Belgisch jazzmuzikant[2]
- Herwig Seeböck (71), Oostenrijks acteur, regisseur en cabaretier[3]

### 2 maart
- Shahbaz Bhatti (42), Pakistaans minister[4]
- Theo Bor (62), Nederlands directeur Bond tegen het vloeken[5]
- John Haines (86), Amerikaans dichter[6]
- Ruby Muhammad (103), Amerikaans religieus persoon (Nation of Islam)
- Wil Snoeck Henkemans-Bruijnes (71), Nederlands politicus[7]
- Walter Zacharius (86), Amerikaans schrijver[8]

### 3 maart
- Aldo Clementi (85), Italiaans componist[9]
- Paquito Diaz (73), Filipijns-Amerikaans acteur[10]
- Goga Kapoor (70), Indiaas acteur[11]
- Irena Kwiatkowska (98), Pools actrice[12]
- Jan van Scheijndel (73), Nederlands kanaalzwemmer[13]

### 4 maart
- Tara Ashton (72), Amerikaans westernactrice[14]
- Krishna Prasad Bhattarai (86), Nepalees eerste minister
- Charles Jarrott (83), Engels filmregisseur[15]
- Simon van der Meer (85), Nederlands fysicus en Nobelprijswinnaar[16]
- Johnny Preston (71), Amerikaans rock-'n-roll-zanger[17]
- Michail Simonov (81), Russisch vliegtuigontwerper[18]

### 5 maart
- Alberto Granado (88), Argentijns metgezel van Ernesto Che Guevara[19]
- Roger Vanhaverbeke (80), Belgisch jazzmuzikant[20]

### 6 maart
- Jean Bartel (87), Amerikaans actrice
- Marie-Andrée Bertrand (85), Canadees criminologe en feministe[21]
- Mike DeStefano (44), Amerikaans komiek[22]
- Brigitte Friang (87), Frans journaliste[23]
- Agnes-Marie Grisebach (97), Duits schrijfster[24]
- Ján Popluhár (75), Slowaaks voetballer[25]

### 7 maart
- Adrián Escudero (83), Spaans voetballer[26]
- Frits Palm (64), Nederlands econoom en politicus[27]

### 8 maart
- Steven Kroll (69), Amerikaans kinderboekenschrijver[28]
- Mike Starr (44), Amerikaans bassist[29]

### 9 maart
- Jacky Brichant (80), Belgisch tennisser[30]
- Remzi Kolgeci (63), Kosovaars politicus[31]

### 10 maart
- Günter Gollasch (88), Duits jazzmuzikant en bandleider
- Gabriel Laderman (81), Amerikaans kunstschilder[32]
- W.J. Maryson (60), Nederlands fantasyschrijver, kunstschilder en musicus[33]
- Rienk Onsman (67), Nederlands voetballer[34]
- Danny Paton (75), Schots voetballer[35]

### 11 maart
- Hugh Martin (96), Amerikaans songwriter en componist[36]
- Loes van der Schaft (54), Nederlands nieuwslezeres en voice-over[37]
- Donny George Youkhanna (60), Iraaks archeoloog[38]

### 12 maart
- Günter Amendt (71), Duits wetenschapper[39]
- Jan Hugens (71), Nederlands profwielrenner[40]
- Joe Morello (82), Amerikaans jazzdrummer[41]
- Dietmar Mues (65), Duits acteur[39]
- Nilla Pizzi (91), Italiaans zangeres[42]

### 13 maart
- Owsley Stanley (76), Amerikaans-Australisch lsd-pionier[43]
- Vitaly Vulf (80), Russisch presentator[44]

### 14 maart
- Big Jack Johnson (70), Amerikaans gitarist en blueszanger[45]

### 15 maart
- Nate Dogg (41), Amerikaans rapartiest[46]
- Yakov Kreizberg (51), Russisch-Amerikaans dirigent[47]
- Trinus Riemersma (72), Nederlands schrijver[48]
- Robert Schoonjans (85), Belgisch atleet[49]

### 16 maart
- Carel Boshoff (83), Zuid-Afrikaans oprichter van de semiautonome Afrikaner-gemeenschap van Orania[50]
- Jos Kamphuys (58), Nederlands ondernemer en oprichter EkoPlaza[51]
- James Pritchett (88), Amerikaans acteur[52]

### 17 maart
- Michael Gough (94), Brits acteur[53]
- Ferlin Husky (85), Amerikaans zanger[54]
- Hanna Köhler (67), Duits zangeres en actrice[55]
- Jan Kuperus (82), Nederlands econoom en bankdirecteur[56]

### 18 maart
- Antoinette van Monaco (90), Monegaskisch adellijke barones de Massy en zus van Reinier III van Monaco[57]
- Enzo Cannavale (83), Italiaans acteur[58]
- Warren Christopher (85), Amerikaans diplomaat en minister van Buitenlandse Zaken[59]
- Smiley Culture (48), Brits reggaezanger[60]
- Jet Harris (71), Brits basgitarist van The Shadows[61]

### 19 maart
- Kurt Fleming (69), Belgisch operazanger[62]
- Hans Martens (65), Nederlands circusdirecteur[63]
- Navin Nischol (65), Indiaas acteur[64]

### 20 maart
- Bob Christo (72), Indiaas-Australisch acteur[65]
- Agostinho Januszewicz (80), Pools-Braziliaans bisschop[66]
- Johnny Pearson (85), Engels componist, orkestleider en pianist[67]
- Néstor de Vicente (46), Argentijns voetballer[68]
- Dorothy Young (103), Amerikaans actrice, schrijfster en assistente van Harry Houdini[69]

### 21 maart
- Nikolaj Andrianov (58), Russisch gymnast en de meest succesvolle atleet tijdens de Olympische Zomerspelen 1976[70]
- Loleatta Holloway (64), Amerikaans zangeres[71]
- Ladislav Novák (79), Tsjechisch voetballer[72]
- Pinetop Perkins (97), Amerikaans bluespianist[73]

### 22 maart
- Hans Boskamp (78), Nederlands acteur, zanger en voetballer[74]
- Bert Heemskerk (67), Nederlands bestuursvoorzitter van de Rabobank (2002-2009)[75]
- Ad Hoeymans (76), Nederlands acteur[76]
- Jean-Guy Morissette (73), Canadees ijshockeydoelman[77]
- Reuven Shefer (85), Israëlisch acteur[78]
- Helen Stenborg (86), Amerikaans actrice[79]

### 23 maart
- René De Feyter (81), Belgisch ondernemer[80]
- Elizabeth Taylor (79), Brits-Amerikaans actrice[81]
- Max Woiski jr. (80), Surinaams-Nederlands zanger en gitarist[82]

### 24 maart
- Hanni Gehring (84), Duits Olympisch biatlete en langlaufster[83]
- Lanford Wilson (73), Amerikaans toneelschrijver[84]
- Rob Wurms (68), Nederlands voorzitter van het Centraal Joods Overleg en mede-aanklager John Demjanjuk[85]

### 25 maart
- Maria Isakova (92), Russisch langebaanschaatsster[86]
- Floor van der Wal (26), Nederlands cabaretière en winnares CAPaward 2008[87]

### 26 maart
- Roger Abbott (64), Canadees acteur en comedian[88]
- Paul Baran (84), Pools-Amerikaans computerwetenschapper[89]
- Harry Coover (94), Amerikaans uitvinder[90]
- Geraldine Ferraro (75), Amerikaans politica[91]
- František Havránek (87), Tsjechisch voetbalcoach[92]
- Ellen Helmus (53), Nederlands jazzfluitiste en muziekdocente[93]
- Marcel Henderickx (85), Belgisch burgemeester van Erondegem (1965-1977)[94]
- Diana Wynne Jones (76), Brits schrijfster[95]
- Albert Windey (92), Belgisch burgemeester[96]

### 27 maart
- José Comblin (88), Belgisch priester en bevrijdingstheoloog[97]
- Cibele Dorsa (36), Braziliaans actrice en model[98]
- Farley Granger (85), Amerikaans acteur[99]
- DJ Megatron (32), Amerikaans rapper[100]

### 28 maart
- Wenche Foss (93), Noors actrice[101]

### 29 maart
- José Alencar (79), Braziliaans vicepresident[102]
- Bob Benny (84), Vlaams zanger[103]
- Robert Tear (72), Brits operazanger[104]

### 30 maart
- Dino Anagnost (67), Amerikaans dirigent[105]
- Martin Banga (60), Nederlands politicus, bestuurder en commerciële radiopionier[106]
- Lyudmila Gurchenko (75), Russisch actrice[107]

### 31 maart
- Willem Cordia (70), Nederlands havenondernemer en investeerder[108]
- Claudia Heill (29), Oostenrijks judoka[109]
- Albert Liénard (73), Belgisch minister[110]
- Mel McDaniel (68), Amerikaans zanger[111]

1900 ·
1901 ·
1902 ·
1903 ·
1904 ·
1905 ·
1906 ·
1907 ·
1908 ·
1909 ·
1910 ·
1911 ·
1912 ·
1913 ·
1914 ·
1915 ·
1916 ·
1917 ·
1918 ·
1919 ·
1920 ·
1921 ·
1922 ·
1923 ·
1924 ·
1925 ·
1926 ·
1927 ·
1928 ·
1929 ·
1930 ·
1931 ·
1932 ·
1933 ·
1934 ·
1935 ·
1936 ·
1937 ·
1938 ·
1939 ·
1940 ·
1941 ·
1942 ·
1943 ·
1944 ·
1945 ·
1946 ·
1947 ·
1948 ·
1949 ·
1950 ·
1951 ·
1952 ·
1953 ·
1954 ·
1955 ·
1956 ·
1957 ·
1958 ·
1959 ·
1960 ·
1961 ·
1962 ·
1963 ·
1964 ·
1965 ·
1966 ·
1967 ·
1968 ·
1969 ·
1970 ·
1971 ·
1972 ·
1973 ·
1974 ·
1975 ·
1976 ·
1977 ·
1978 ·
1979 ·
1980 ·
1981 ·
1982 ·
1983 ·
1984 ·
1985 ·
1986 ·
1987 ·
1988 ·
1989 ·
1990 ·
1991 ·
1992 ·
1993 ·
1994 ·
1995 ·
1996 ·
1997 ·
1998 ·
1999 ·
2000 ·
2001 ·
2002 ·
2003 ·
2004 ·
2005 ·
2006 ·
2007 ·
2008 ·
2009 ·
2010 ·
2011 ·
2012 ·
2013 ·
2014 ·
2015 ·
2016 ·
2017 ·
2018 ·
2019 ·
2020 ·
2021 ·
2022 ·
2023 ·
2024 ·
2025